# Giovanni Battista Borelli
Giovanni Battista Borelli (Boves, 16 agosto 1813 – Boves, 10 gennaio 1891) è stato un politico e medico italiano.
Fu deputato del Regno di Sardegna, poi deputato del Regno d'Italia. Fu in seguito nominato senatore del regno d'Italia nella XIII legislatura.
È stato chirurgo primario dell'Ospedale Mauriziano di Torino, ed ha lasciato diversi scritti.